# Млада-Болеслав (хоккейный клуб)
БК Млада Болеслав (чеш. Bruslařský klub Mladá Boleslav) — профессиональный чешский хоккейный клуб из города Млада-Болеслав. Выступает в Экстралиге. Домашняя арена клуба — ŠKO-ENERGO Aréna (вмещает 4200 зрителей).

## История
Хоккейная команда в городе Млада-Болеслав появилась в 1908 году. С 1936 по 1938 год выступала в чемпионате Чехословакии по хоккею. После этого долгих 70 лет играла во 2-й и 3-й лигах Чехословакии и Чехии. В 2000 и 2001 годах «Млада-Болеслав» выигрывал чемпионат в чешской 2-й национальной хоккейной лиге (третий дивизион чешского хоккея). В 2008 клуб выиграл чемпионат в 1-й национальной хоккейной лиге (второй дивизион) и вышел в Экстралигу, переиграв в квалификационной серии «Слован» из Усти-над-Лабем. С 2008 по 2012 год команда играла в Экстралиге, но выступала неудачно (1 раз 13 место, 3 раза 14 последнее место). В 2012 году «Млада-Болеслав» выбыла из Экстралиги, но уже через 2 года вновь вернулась в элиту чешского хоккея. С 2014 года клуб является участником Экстралиги, наивысшим достижением стало 4 место в сезоне 2015/16. В 2017 и 2019 годах команда пробивалась в плей-офф. В 2021 году клуб повторил своё наивысшее достижение, заняв итоговое 4 место по итогам сезона.
Самым знаменитым воспитанником хоккея Млады-Болеслав является Радим Врбата, чемпион мира 2005 года, который занимает должность спортивного директора клуба с 8 января 2019 года.

## Предыдущие названия
- 1908 — БК Млада Болеслав
- 1927 — Младоболеславски СК
- 1939 — БК Млада Болеслав
- 1948 — Сокол БК Млада Болеслав
- 1950 — ЗСЕ АЗНП Млада Болеслав
- 1966 — ТЕ Ауто Шкода Млада Болеслав
- 2000 — ХК Млада Болеслав
- 2004 — БК Млада Болеслав